# Mariyamman

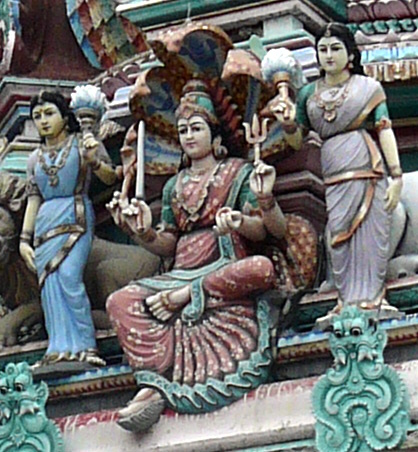
Statue der Mariamman im Sri Mariamman Temple im Stadtstaat Singapur (2010)

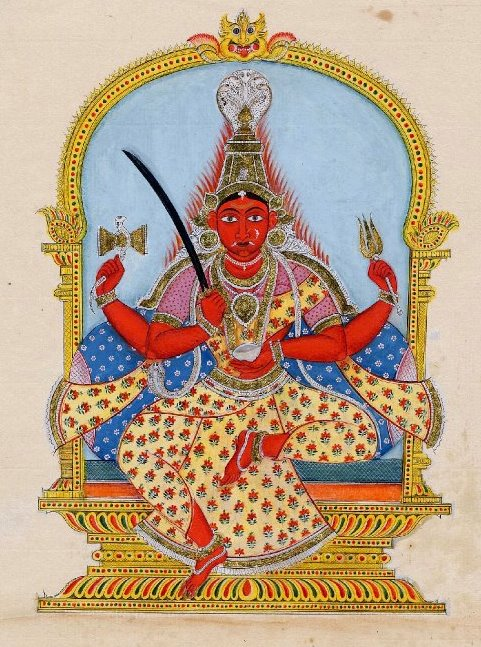
Mariamman, sits in lalitasana on a throne… (unbekannter Autor, um 1820);
die Göttin sitzt auf einem Thron in der entspannten Pose „Lalitasana“: ein Bein angewinkelt, das andere herunterhängend

Mariyamman oder Mariamman (Tamil மாரியம்மன் Māriyammaṉ [ˈmaːɾijamːən]) ist eine in Südindien und im Norden Sri Lankas verbreitete  hinduistische Göttin. Sie wird vor allem im Rahmen der Volksreligion als Dorfgöttin (Gramadevata) zum Schutz gegen Pocken, Cholera und andere Krankheiten sowie für Regen angebetet. Auch Tamilen in der Diaspora haben an vielen Orten Tempel zur Verehrung der Göttin errichtet.

## Charakter
Die Göttin kann sowohl Krankheiten verursachen, als auch vor ihnen schützen oder sie heilen; außerdem kann sie von Menschen Besitz ergreifen. Sie ist wohltätig und fürsorglich zu ihren Verehrern, aber unnachgiebig und rachsüchtig zu denen, die ihr die Anbetung verweigern; so wird Mariyamman auch als blutrünstig und wild beschrieben. Häufig werden Statuen von Mariyamman am Eingang von Dörfern aufgestellt, um Fremde, unerwünschte Besucher und Feinde abzuwehren und fernzuhalten. Bei ihrem ekstatischen Tanz kann die Göttin „Perlen“ verstreuen, die Pocken (Blattern) auslösen; in Nordindien entspricht ihr die Pockengöttin Shitala. Pockenerkrankungen werden häufig als Mariyammans Strafe für eine Vernachlässigung ihres Kultes gesehen, die Pocken gelten als Zeichen der Anwesenheit der Göttin und werden als ihre Augen, Perlen oder Küsse bezeichnet. Verbreitet war der Glaube, dass es den Zorn der Göttin hervorruft, Pocken zu behandeln, und dass die Krankheit dadurch sogar noch schlimmer würde.

## Ikonographie
Dargestellt wird Mariyamman mit vier Armen, in der entspannten Pose „Lalitasana“ sitzend: ein Bein angewinkelt, das andere herunterhängend. Die Göttin trägt den Kopf einer Brahmanenfrau (ihr erster wurde von ihrem Sohn abgetrennt, auf Anordnung ihres Mannes zur Strafe ihrer unkeuscher Gedanken) und hat den Körper einer Unberührbaren, was ihr widersprüchliches Wesen ausdrückt. Mariyamman trägt in ihren beiden rechten Händen ein Messer oder Schwert und eine kleine Rasseltrommel (damaru), um die eine Schlange als Griff gewickelt ist; in ihren linken Händen trägt sie eine Schale (kalasha) und einen Dreizack (trishula) als metallene Waffe. Auf ihrem Kopf ist eine Futterschwinge befestigt. Mariyamman ist von roter Körperfarbe und trägt ein gelbes Kleid und eine Perlenkette um ihren Hals. Sie wird aber auch als schwarze Gestalt unter einem Baldachin von fünf Schlangen vorgestellt. Aus ihrem Mund ragen zwei kleine Zähne, Feuerzungen gehen von ihrem Kopf bis zu den Schultern. Mariyamman wird meist zusammen mit zwei „Dämoninnen“ dargestellt: Die linke stellt ihre freundliche und segnende Seite dar, die rechte ihre zerstörerische, wütende Seite, versinnbildlicht mit Reißzähnen und wilder Mähne. Das stolze Reittier (vahana) der Göttin ist ein männlicher Löwe (wie auch bei den beiden Göttinnen Durga und Parvati).

## Entstehungsmythen
In den Mythen über Mariyamman geht es meistens um ihre Keuschheit, Treue und Reinheit, um das Leiden ihrer Mutterschaft und darum, wie sie von ihrem Ehemann verletzt, verraten und betrogen wird. Von zentraler Bedeutung ist auch das Thema ihrer Enthauptung. Einem Mythos zufolge war Mariyamman die Ehefrau von Tirunalluvar, einem tamilischen Dichter, der ein Paria war (der untersten Kastengruppe zugehörig). Bald litt sie an Pocken und ging auf der Suche nach Nahrung von einem Haus zum anderen. Um die Fliegen von ihren Wunden fernzuhalten, benutzte sie Blätter des Niembaums zum Fächern (in Indien eine weitverbreitete Volksmedizin). Als sie wieder gesund wurde, begannen die Leute sie als Göttin der Pocken zu verehren. Um die Pocken von ihrer Häusern fernzuhalten, hängen ihre Anhänger noch heute Niem-Blätter, die der Göttin heilig sind, über den Türen auf.
Ein anderer Mythos erzählt Folgendes: Eines Tages kam die Trimurti (dreifache Gottheit) zu Nagavali, der Ehefrau des Piruhu, einem der berühmten sieben Rishis, als dieser abwesend war. Trimurti wollte nach ihrer Schönheit und Tugend schauen, von der sie gehört hatte. Aber Nagavali, welche die dreifache Gottheit nicht kannte, war wütend über ihr Eindringen in ihr Haus und verwandelte sie in Kinder. Die Gottheit wurde wütend und beschimpfte und verfluchte Nagavali. So verblasste ihre Schönheit und ihr Gesicht wurde von Pocken entstellt. Als ihr Ehemann nach Hause kam und ihr hässliches entstelltes Gesicht sah, schickte er sie fort. Er verfluchte sie dazu, als „Dämon“ wiedergeboren zu werden und die gefürchtete Pockenkrankheit zu übertragen, weswegen Menschen sie lieben und verehren würden. Fortan hieß sie Mari, was in diesem Zusammenhang „die Veränderte“ bedeute.
In einer anderen Version kann Mariyamman aufgrund ihrer Tugend, Reinheit und Treue viele Wundertaten erwirken, etwa Sand zu Töpfen formen oder einen Krug zum Kochen bringen, indem sie ihn auf ihren Kopf stellt. Einmal, als ihr Ehemann nicht zu Hause ist, beobachtete Mariyamman zwei vorbeikommende Gandharvas (Halbgötter), die sich sexuell vereinigten, und beneidete diese. Aber dadurch verlor sie ihre magischen Kräfte. Als ihr Mann nachhause kam und dies bemerkte, unterstellte er ihr Ehebruch und befahl dem Sohn, sie als Strafe für ihr sexuelles Missverhalten zu enthaupten. Später belebte er sie wieder mit dem Kopf einer Brahmanenfrau und dem Körper einer Unberührbaren.
Bekannt ist Mariyamman auch als Durgamma, der Tochter eines Brahmanen. Sie wurde vor der Ehe von ihrem Mann verführt. Eines Tages äußerte er den Wunsch, die Zunge einer Kuh zu verzehren. Als Durgamma erkannte, dass ihr Mann ein Unberührbarer in Verkleidung eines Brahmanen war, nahm sie sich vor Wut das Leben. Sie verwandelte sich nach ihrem Tod in eine Göttin, um sich an ihm zu rächen. Sie nahm eine Sichel, um dem Betrüger den Kopf abzuschlagen (nach anderen Versionen des Mythos verbrannte sie ihn zu Asche), und ihn so ebenfalls zu demütigen und zu erniedrigen. Dadurch wurde sie zur Schutzgöttin der betrogenen Ehefrauen.
 In einer Variante des Mythos ist Mariamma die Mutter des Parashurama (sechster Avatar des Gottes Vishnu). Auf Befehl seines Vaters, des Rishis Jamadagni, soll er seine Mutter köpfen, weil sie beim Anblick eines Gandharvas unkeusche Gedanken hatte. Doch in dem Moment kommt eine Pariafrau vorbei, die Mariamma aus Mitleid umarmt, um sie zu schützen. Daraufhin enthauptet Parashurama beide Frauen gleichzeitig mit einem Schlag. Sein Vater gewährt ihm jedoch den Wunsch, seine Mutter gleich danach wieder zusammenzusetzen und wiederzubeleben. In der Eile vertauscht er aber die Köpfe und setzt seiner Mutter versehentlich den Kopf der Pariafrau auf, während diese den Kopf von Mariamma aufgesetzt bekommt. Fortan wird sie als Göttin Mariamma mit einem Pariakörper verehrt, während die andere zu Yelamma wird und die wütende Seite der Göttin darstellt. Dieser werden (in früheren Zeiten) Wasserbüffel geopfert, während für Mariamma Ziegen und Hühner geschlachtet werden. Diese Variante ist eine tamilische Übertragung des Mythos der Renuka als Ehefrau von Jamadagni: Nach ihrer Enthauptung wird sie wieder zum Leben erweckt und ist fortan die Göttin Mariyamman, die Pocken sowohl verteilt, als auch heilen kann.
Einem anderen Mythos zufolge ist Mariyamman die Schwester Vishnus und als Mahamaya bekannt.

## Verehrung

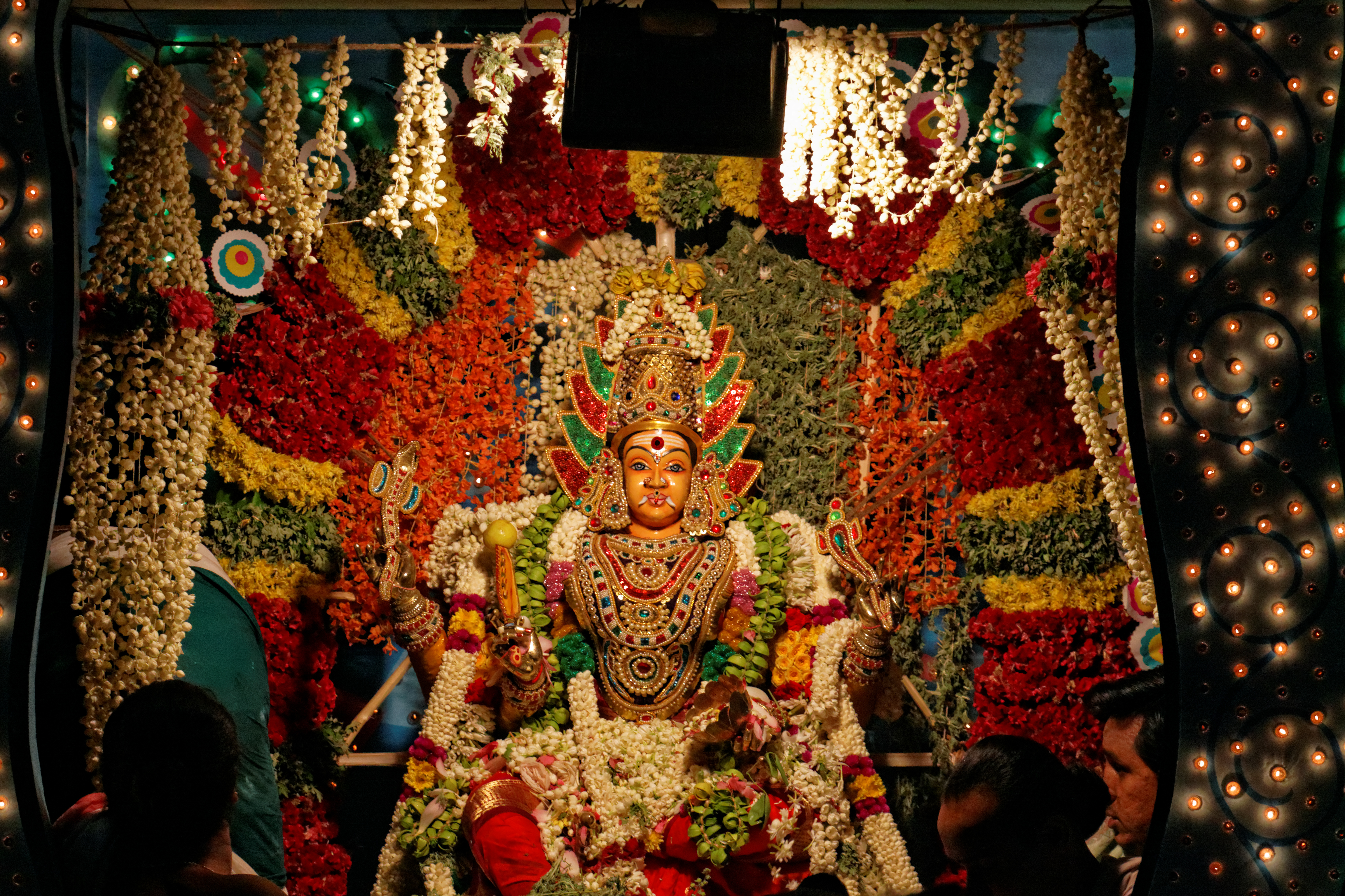
Die blumengeschmückte Statue von Mariyamman wird zu einer Prozession ausgeführt (Madurai in Tamil Nadu, 2013)

Mariyamman wird vor allem bei den untersten Kasten und den Unberührbaren und insbesondere bei Frauen verehrt, dagegen erkennen die brahmanischen Priester sie nicht an. Um 1920 berichtet Henry Whitehead, ein Right Reverend (Bischof) der Anglikanischen Kirche, dass zu den Prozessionen und Festivals der Göttin auch Tieropfer gehörten. Die Brahmanen würden sich weder daran beteiligen, noch die Weihestätten der Göttin betreuen. Stattdessen versuchten sie, die Verehrung der Göttin auf die Verehrung der Hauptgötter Shiva oder Vishnu umzulenken.
Mariyamman wird auch mit Fruchtbarkeit und Wohlstand in Verbindung gebracht, ihr Gatte in dem Zusammenhang ist Muniyanti.
Mariyamman wird in den verstreuten Gemeinden der tamilischen Diaspora in aller Welt und besonders bei den Hindus auf der malaiischen Halbinsel verehrt. In Hannover steht seit 2007 ihr zu Ehren der Sri-Muthumariamman-Tempel.

## Ritual

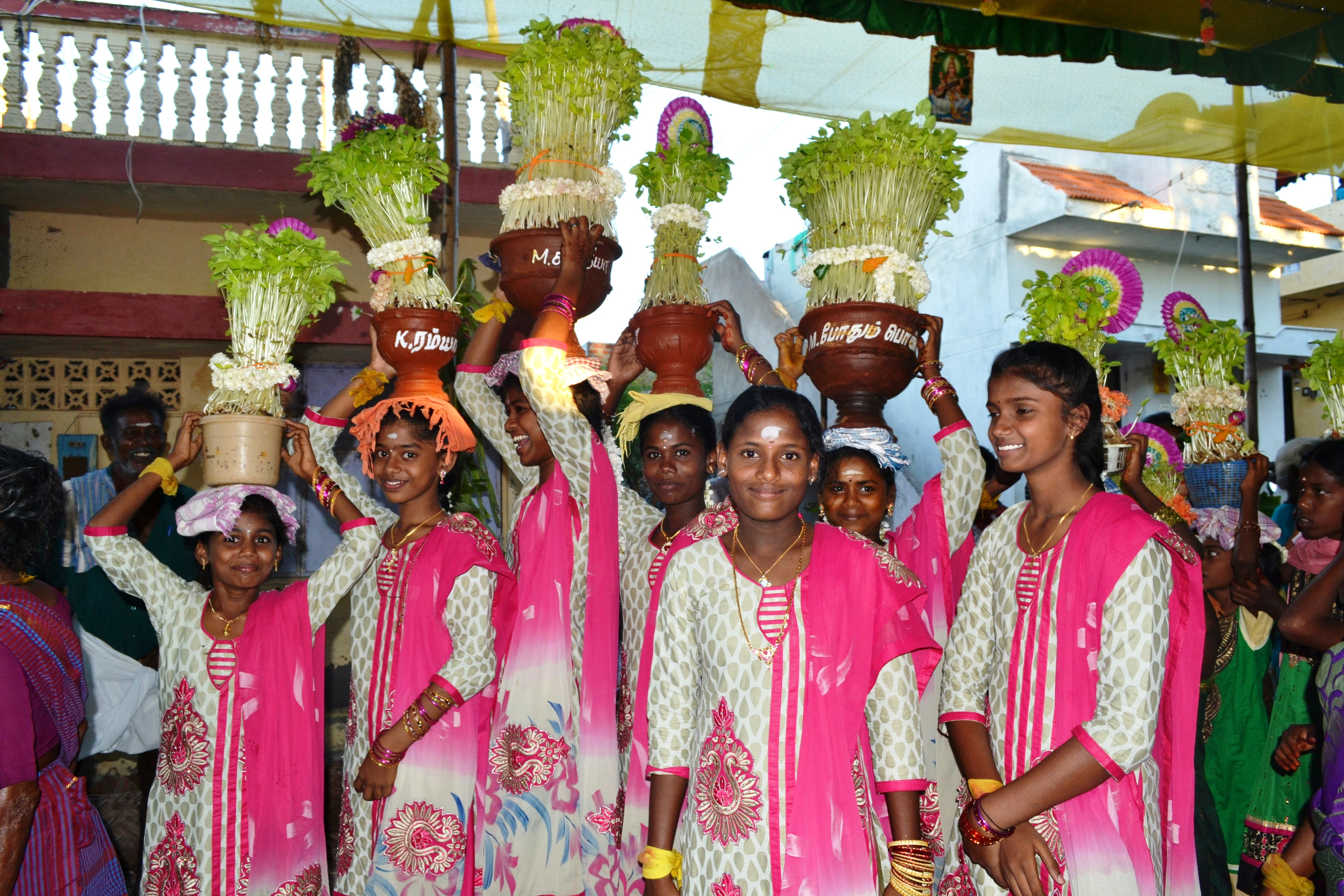
Mulaipari-Prozession: junge Frauen tragen Opfergaben an Mariyamman bei einem Fruchtbarkeitsfest (Madurai, 2015)

In Ritualen muss Mariyamman besänftigt werden. Zu ihrem Kult gehört ein Ritual des Feuerlaufs, bei dem Männer über glühende Kohlen rennen und sich schließlich vor dem Bild der Göttin zu Boden werfen. Der Göttin werden in manchen Regionen auch blutige, männliche Tieropfer (Schweine, Hühner, Ziegen), Balis genannt, dargebracht, die vor ihrem Schrein geköpft werden. Früher sollen ihr auch Menschenopfer dargebracht worden sein. Die beliebteste Opfergabe ist jedoch das Pongal, eine Mischung aus Reis und grünen Bohnen, die meistens im Tempelkomplex oder Schrein gekocht werden, in Terracottatöpfen mit Feuerholz. Eine Feier ihr zu Ehren ist das Blumenfest in Pudukkottai. Einige rasieren sich dabei die Haare ab, während andere ekstatische Tänze, begleitet von Trommelschlägen aufführen oder sich auf dem Boden rollen. Männer und Frauen tragen leuchtend gelbe Saris und laufen in den heißen Sommermonaten auch meilenweit mit Wassertöpfen, gefüllt mit Kurkuma und Niem-Blättern oder brennenden Töpfen auf ihren Schultern, während Angehörige Gaben auf Bambusstangen legen. Es werden auch verschiedene Gelübde (vratas) abgelegt, wobei man von Gläubigen mit Wasser überschüttet wird. Einige wichtige Rolle spielen auch die sogenannten Matangis, Frauen aus den unteren Kasten (Madiga genannt), von denen man glaubt, dass sie in einer Art Trancezustand und von der Göttin besessen sind. Diese sind unverheiratet und haben ihr Amt ein Leben lang inne. Die Matangi verkörpert die Göttin und tanzt in dieser Zeit wie wild umher, trinkt Rauschmittel und stößt ihr Hinterteil auf die herumstehenden Leute. Vorbeigehende im oder vor dem Tempel, besonders Mitglieder der höheren Kasten, suchen den Kontakt zu ihr und werden von ihnen mit großer Freude bespuckt und beschimpft und so mit Glück gesegnet. Was sonst undenkbar wäre und als schlimmste Verunreinigung gelten würde, ist hier ausdrücklich gewünscht, Gläubige suchen die Nähe der Matangi. Während dieses Festes sind die üblichen Schranken der verschiedenen Kasten und alle sozialen Normen kurzfristig aufgehoben und konterkariert. Der Sinn des Festes ist es die Wurzeln des Dorfes und der unteren Kasten zu bestätigen. Bei ihren jährlichen Hochzeitsfeierlichkeiten in Kannapuram wird Mariyamman, während einer Nacht zumindest teilweise kurzzeitig als Witwe verstanden. Sie wird meist in der Form eines Steines in der Erde, der ihr Gesicht und ihren Kopf darstellen soll, verehrt, während das ganze Dorf ihren Körper bildet. Dorfbewohner leben ihrem Verständnis nach also auf oder in dem Körper der Göttin. Eines ihrer größten Feste findet in Samayapuram statt. Dort werden rituelle Selbstgeißelungen mit heiligen Waffen durch Zunge und Wangen vorgenommen, um die Göttin zu beschwichtigen. Ein Wagen mit dem Bildnis der Göttin wird dabei von den Gläubigen mit Seilen an ihren Wangen befestigt, durch das Dorf und um den Tempel der Göttin gezogen. Bei einigen Festen zu Ehren der Mariyamman finden auch Prozessionen mit Lichtlampen statt. In der Nacht tragen Gläubige Öllampen in einer Prozession.

## Liste von Mariyamman-Tempeln

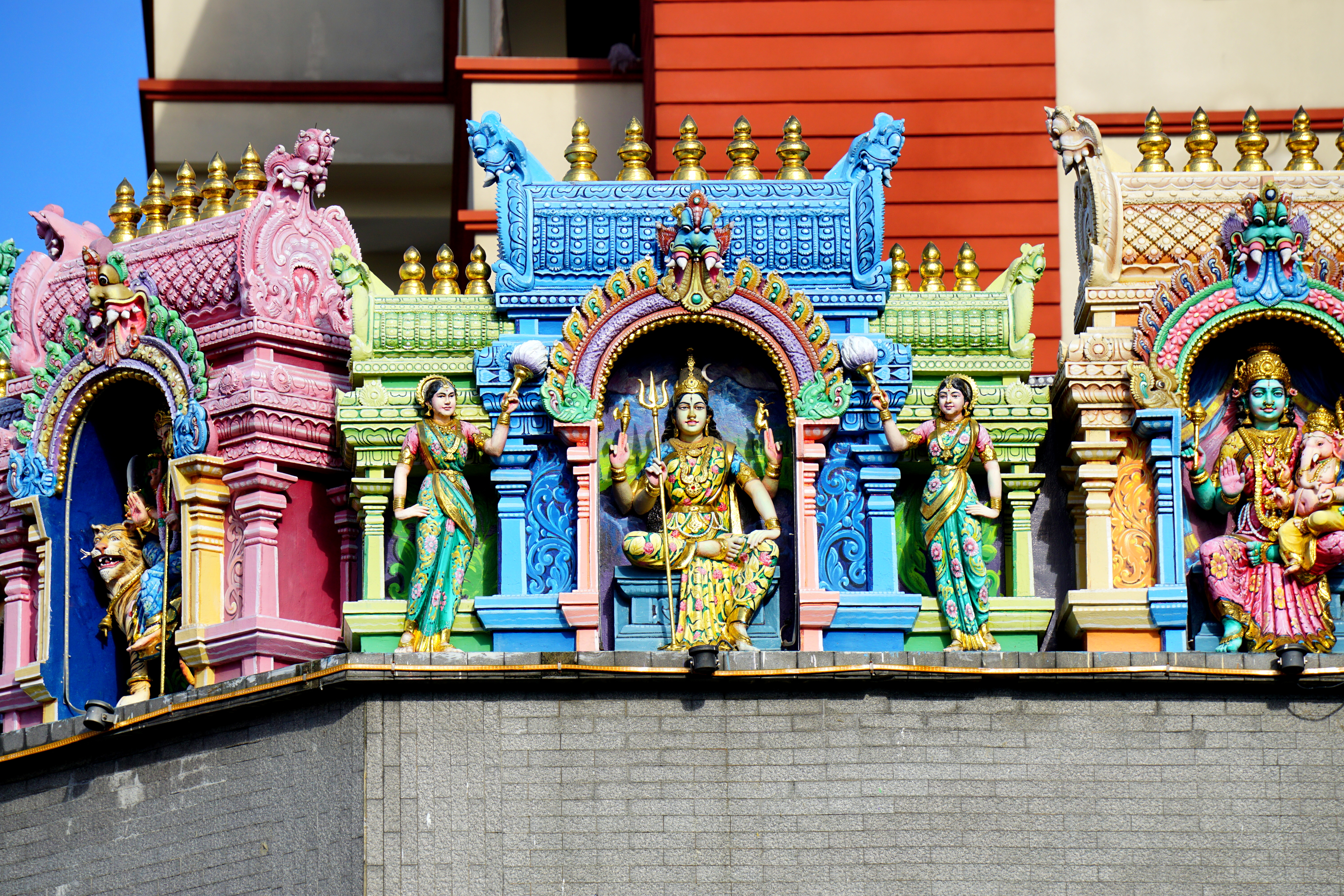
Statue der Göttin mit Dreizack (trishula) am Sri Mariamman Temple in Singapur (2017)

Die folgenden Tempel der Muttergöttin Mariyamman wurden von tamilischen Hindugemeinschaften erbaut – einige Namen beginnen mit der heiligen Anrede Sri (Muthu auf Tamil):
| Name                      | Ort                  | Land        |
| ------------------------- | -------------------- | ----------- |
| Mariamman Temple          | Bangkok              | Thailand    |
| Mariamman Temple          | Ho-Chi-Minh-Stadt    | Vietnam     |
| Mariamman Temple          | Pretoria             | Südafrika   |
| Mariamman Temple          | Samayapuram (Trichy) | Südindien   |
| Muththumari Amman Temple  | Negombo              | Sri Lanka   |
| Punnainallur Mariamman    | Thanjavur            | Südindien   |
| Sri Mahamariamman Tempel  | Sulzbach-Altenwald   | Deutschland |
| Sri Mahamariamman Temple  | Kuala Lumpur         | Malaysia    |
| Sri Mahamariamman Temple  | Penang               | Malaysia    |
| Sri Mariamman Temple      | Medan                | Malaysia    |
| Sri Mariamman Temple      | Singapur             | Singapur    |
| Sri-Muthumariamman-Tempel | Hannover-Badenstedt  | Deutschland |
| Sri Muthumariamman Temple | Matale               | Sri Lanka   |